# Saint-Pierre-des-Landes
Saint-Pierre-des-Landes är en kommun i departementet Mayenne i regionen Pays de la Loire i nordvästra Frankrike. Kommunen ligger i kantonen Chailland som tillhör arrondissementet Laval. År 2022 hade Saint-Pierre-des-Landes 927 invånare.

## Befolkningsutveckling
Antalet invånare i kommunen Saint-Pierre-des-Landes
| Referens: INSEE |